# Sorengo

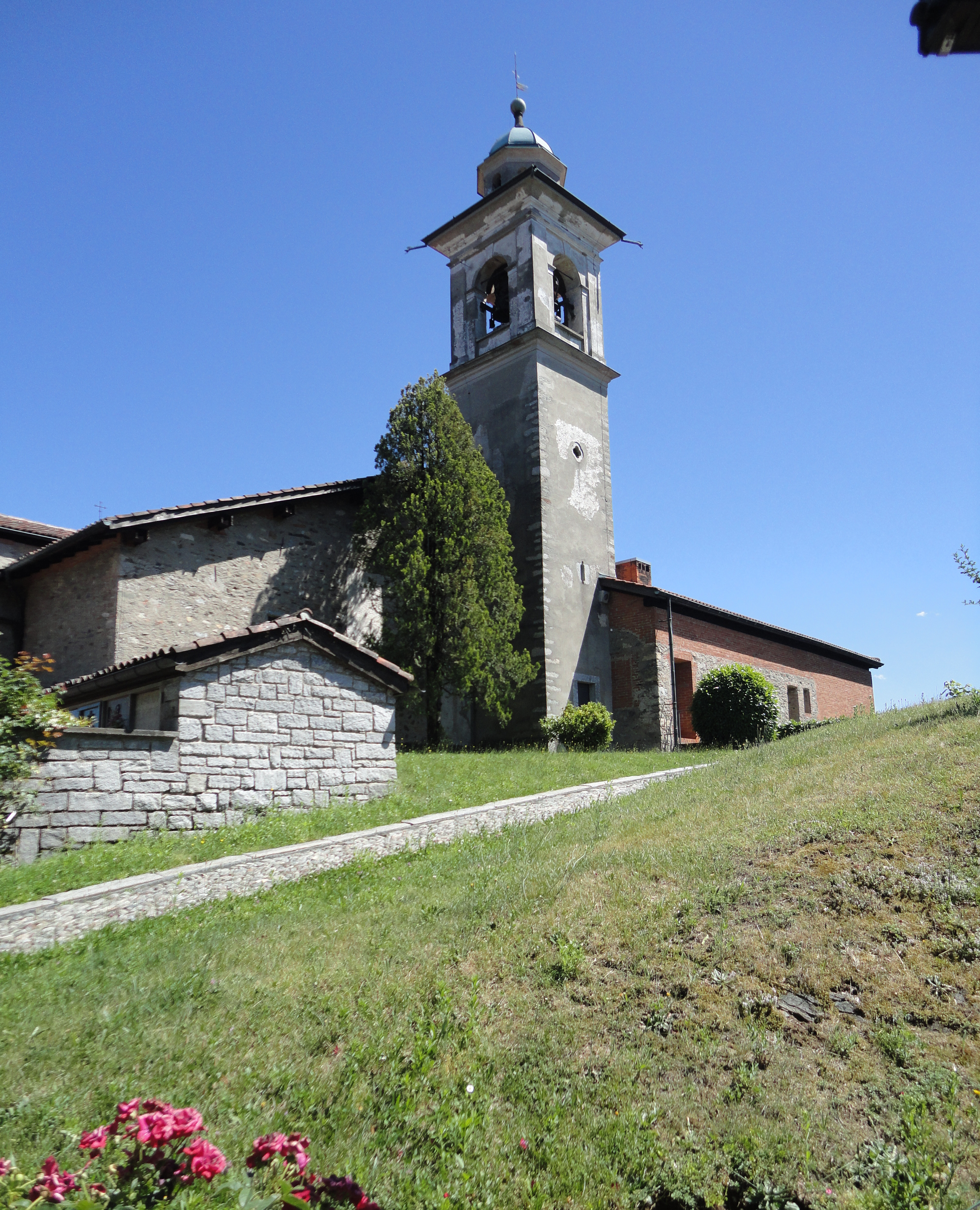
Pfarrkirche Santa Maria Assunta

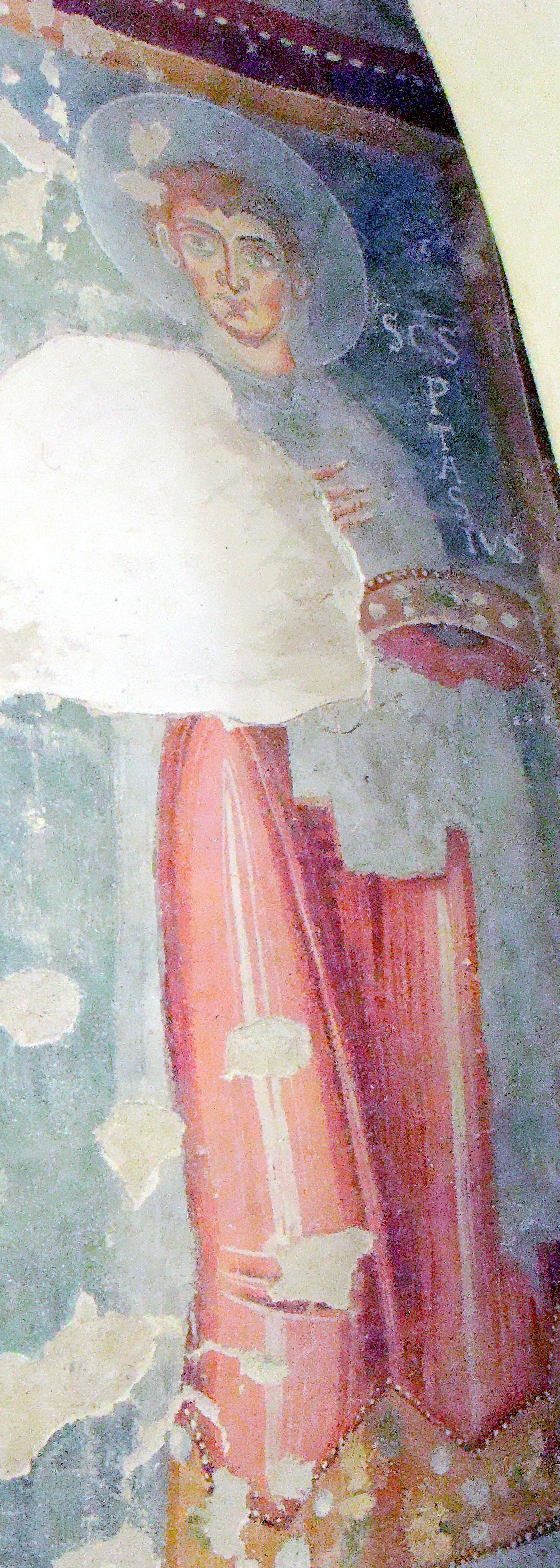
Santa Maria Assunta: Romanisches Fresko mit Sankt Protasius (11. Jahrhundert)

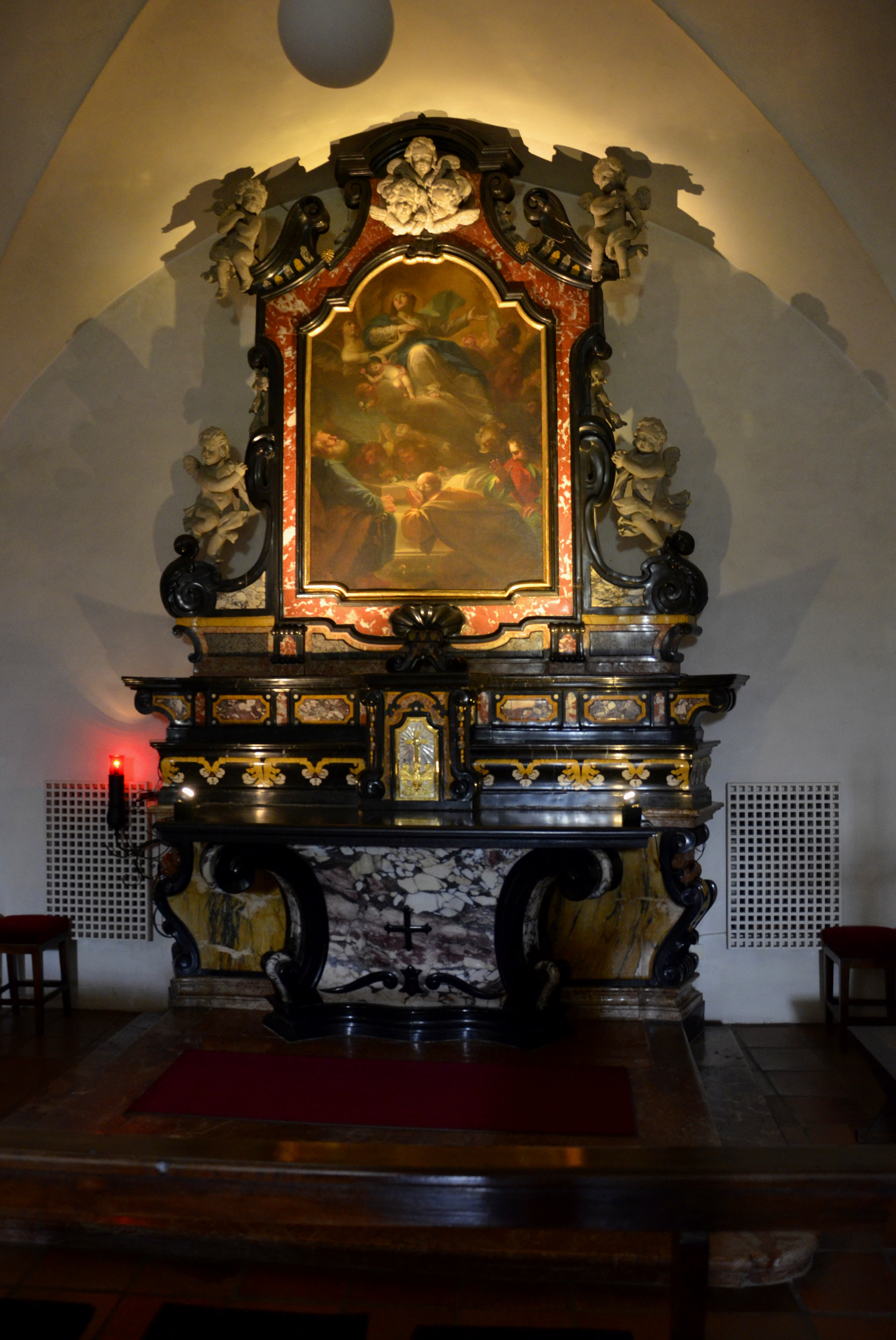
Pfarrkirche Santa Maria Assunta: Hauptaltar

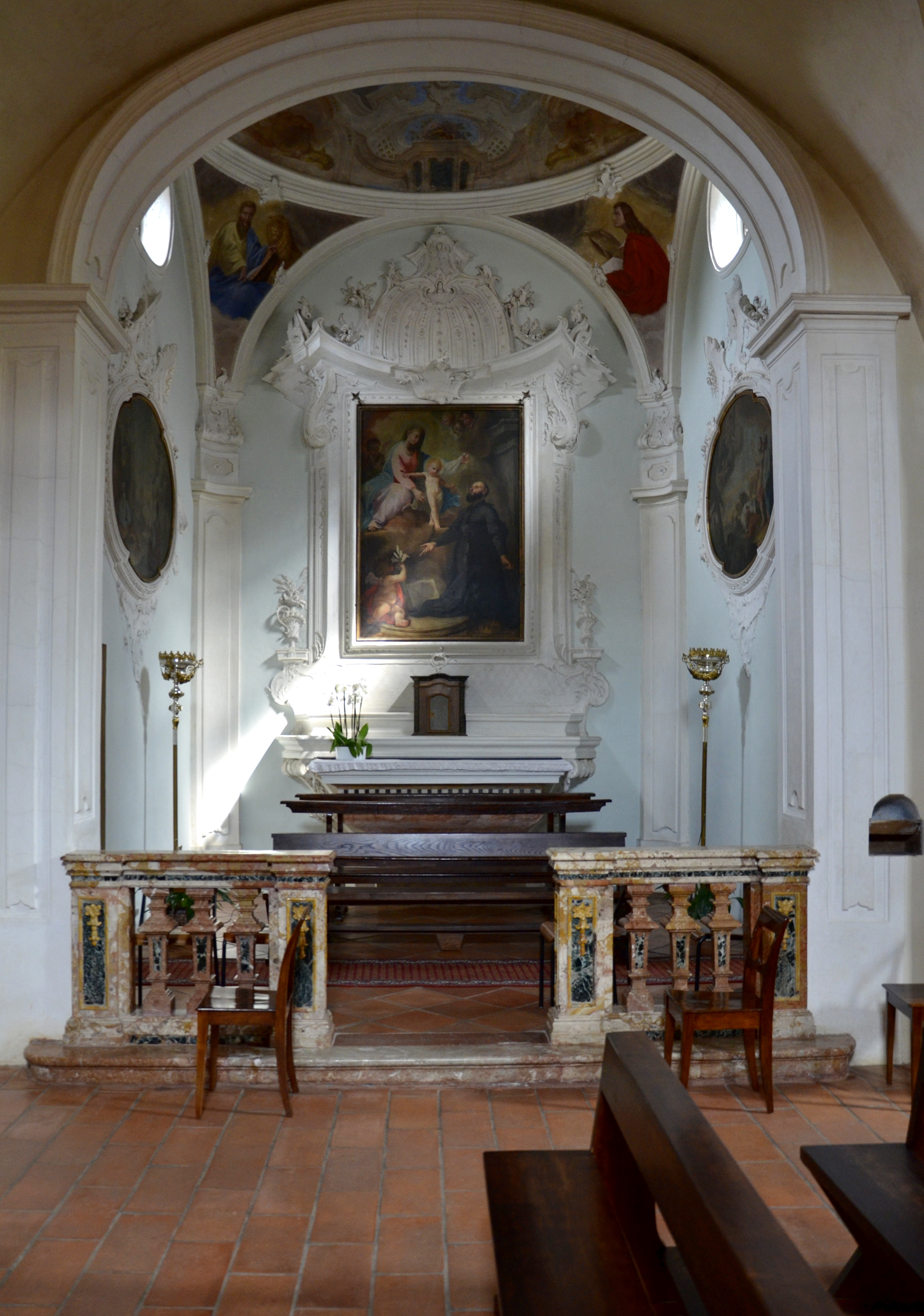
Pfarrkirche Santa Maria Assunta, Sankt Gaetano Seitenkapelle

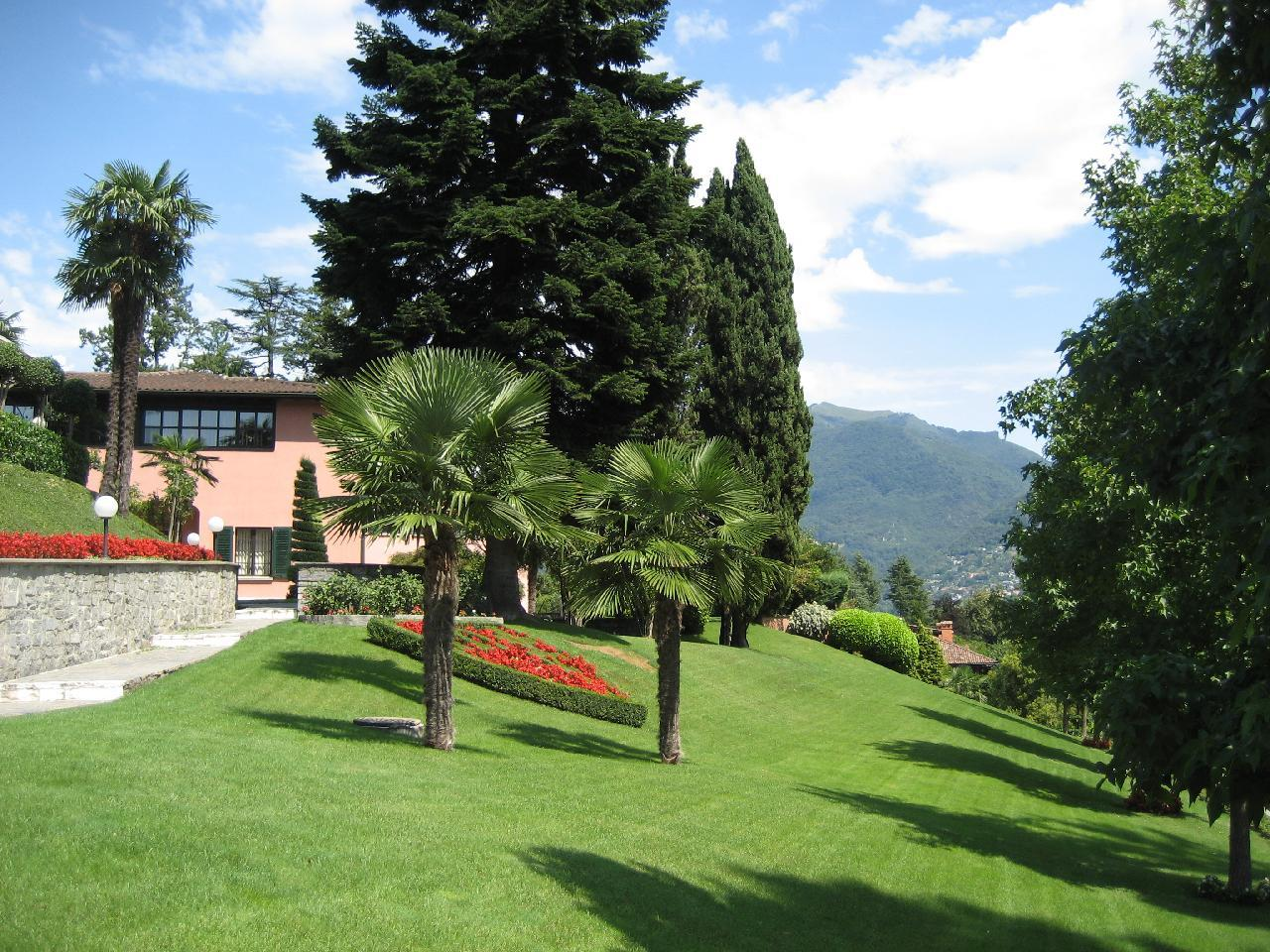
Campus der Franklin University Switzerland in Sorengo

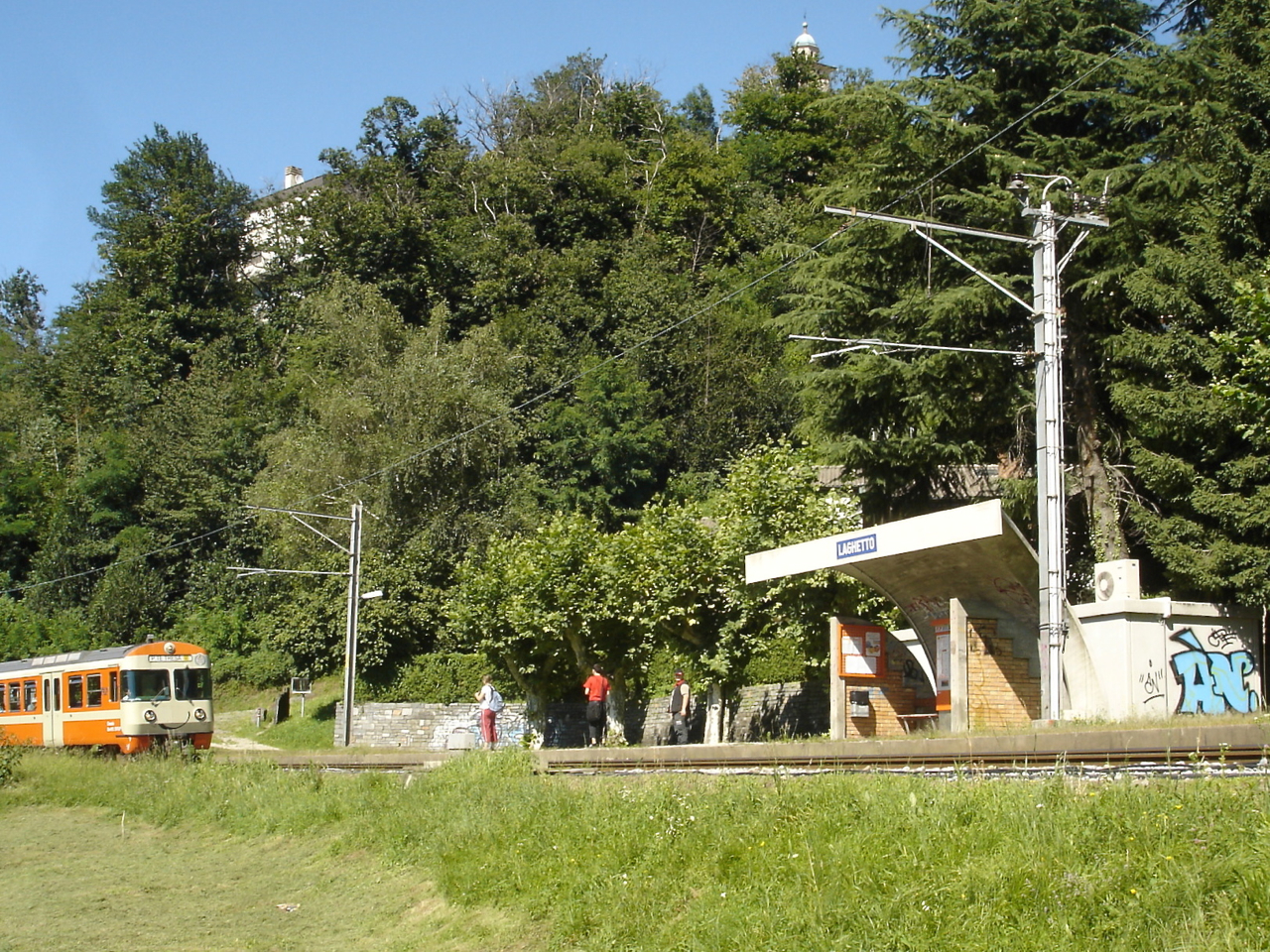
Bahnhof Sorengo-Laghetto

Sorengo ist eine politische Gemeinde im Kreis Vezia, Bezirk Lugano des Kantons Tessin in der Schweiz und besteht aus den Ortsteilen Cortivallo und Cremignone.

## Geographie
Sorengo liegt auf einer Anhöhe zwischen dem Luganersee und dem kleinen See von Muzzano, an den das Gemeindegebiet grenzt.
Die Nachbargemeinden sind im Norden und Osten die Stadt Lugano, im Süden Collina d’Oro und im Westen Muzzano.

## Geschichte
Der Ort ist seit 1298 als Gemeinde bezeugt; bis ins 18. Jahrhundert bewahrte sich der Ortsteil Cortivallo eine gewisse Selbständigkeit. Kirchlich gehörte der Ort zunächst zu Lugano, bevor hier eine eigene Pfarrei eingerichtet wurde. Von 1565 bis 1653 existierte ein Kapuzinerkloster, das dann nach Lugano verlegt wurde.
Die Klinik Sant’Anna besteht seit 1934, und seit 1986 hat die amerikanische Privatuniversität Franklin College Switzerland ihren Sitz in der Gemeinde.
Das früher bäuerliche Dorf wurde ab den 1950er-Jahren zunehmend zu einer Wohngemeinde im Grossraum Lugano, was sich im starken Anstieg der Einwohnerzahlen bemerkbar machte.

## Bevölkerung
Einwohnerzahlen: Volkszählungsdaten

## Sehenswürdigkeiten

### Sakrale Bauten
- Pfarrkirche Santa Maria Assunta, bezeugt seit 1298, enthält romanische Fresken und Pfarrhaus, ehemaliges Kapuzinerkloster[7][8]
- Kaplanei[7]
- Kirchhof[7]
- Kapelle der Klinik Sant’Anna (1964), Glasfenster von Emilio Maria Beretta[9] und Kreuzweg[7]
- Friedhof mit verschiedenen künstlerischen Grabstellen und Kapelle mit Fresko Crocifisso (Kreuzigung, 1843) von Giovanni Battista Sertorio[7]
- Betkapelle im Ortsteil Cremignone, mit Fresko Madonna, Sant’Antonio Abate und San Domenico[7]
- Betkapelle San Grato, mit Fresko Madonna col Bambino (Maria mit dem Kind)[7]

### Zivile Bauten
- Villa Lampugnani, mit Basrelief (15. Jahrhundert)[7]
- Wohnhaus/Atelier von Pietro Chiesa[10] (1934), Architekt: Cino Chiesa[7]
- Villa Pagnamenta, Architekt Franco Pessina[7]
- Wohnhaus La Colombaia (1948)[7]
- Einfamilienhaus Tami, Architekt: Rino Tami[7]
- Sogenannt Pergolone[7]
- Viertel Pioggia d’oro, Architekten: Fabio Muttoni, Elio Ostinelli[7]
- Weitere Wohngebäude der Architekten Viero Balmelli und Ivano Ghirlanda[7]

## Kultur, Erziehung
- Katholische Pfarrei Sorengo[11]
- Archivio comunale Sorengo[12]
- Bibliothèque Internationale de Gastronomie[13]
- Opera Ticinese per l’assistenza alla fanciullezza (OTAF)[14]

## Bildung
Die Franklin University Switzerland (FUS) hat ihren Sitz in Sorengo. 